# Eupolyodontes cornishii
Eupolyodontes cornishii är en ringmaskart som beskrevs av Buchanan 1894. Eupolyodontes cornishii ingår i släktet Eupolyodontes och familjen Acoetidae. Inga underarter finns listade i Catalogue of Life.